# Saint-Pierre-lès-Nemours
Saint-Pierre-lès-Nemours är en kommun i departementet Seine-et-Marne i regionen Île-de-France i norra Frankrike. Kommunen ligger i kantonen Nemours som tillhör arrondissementet Fontainebleau. År 2022 hade Saint-Pierre-lès-Nemours 5 424 invånare.

## Befolkningsutveckling
Antalet invånare i kommunen Saint-Pierre-lès-Nemours
| Referens: INSEE |